# Johann Peter Sprenger
Johann Peter Sprenger (* 29. Juni 1798 in Trier; † 27. Juli 1875 in Ottweiler) war ein preußischer Landrat des Landkreises Bitburg.

## Leben und Herkunft
Der Katholik Sprenger war ein Sohn des Gastwirts Johann Baptist Sprenger und dessen Ehefrau Elisabeth, geb. Scheid. Zu Beginn des Jahres 1814 trat er als Freiwilliger in die Preußische Armee ein und nahm im darauffolgenden Jahr als Offizier im Sommerfeldzug von 1815 gegen Frankreich teil. Von Mai 1819 bis Ende 1821 arbeitete er als Kalkulationsassistent bei der Regierung Trier sowie zwischenzeitlich noch im Jahr 1821 als Steuerempfänger in Saarwellingen. Am 4. Januar 1822 wurde er Bürgermeister von Ottweiler bzw. Stennweiler, bevor er am 22. September 1849 zum kommissarischen Landrat von Bitburg ernannt wurde. 1852 vertrat er vertretungsweise das Landratsamt in Prüm und am 9. April 1852 wurde er zum definitiven Landrat von Bitburg ernannt. Auf eigenes Ersuchen wurde er mit Entlassschein (Dimissoriale) vom 31. Oktober 1870 zum 31. März 1871 in den Ruhestand verabschiedet.

## Auszeichnungen
- 1871: Verleihung des Roten Adlerordens, III. Klasse, mit Schleife.[1]

## Familie
Sprenger war seit dem 28. September 1824 in Ottweiler mit Margaretha Weiß, geb. Scheid (* 12. Januar 1805; † vor 1875), aus Altenkirchen, Tochter des Minenarbeiters Conrad Weiß und dessen Ehefrau Philipina, geb. Nicolai, verheiratet.